# Coenosia sparagmocerca
Coenosia sparagmocerca är en tvåvingeart som beskrevs av Zheng, Xue och Tong 2004. Coenosia sparagmocerca ingår i släktet Coenosia och familjen husflugor. Inga underarter finns listade i Catalogue of Life.